# Будівля Ради міністрів Криму
Будинок Рад (крим. Şuralar evi) — адміністративна будівля, в якій розташовується кримський уряд, і пам'ятка архітектури, що знаходиться на площі Леніна в Сімферополі. Розташований за адресою проспект Кірова, 13. Загальний об'єм будівлі — 62 тисячі м³. Корисна площа — 11 тисяч кв. м.
З 2014 року в будівлі фактично знаходиться окупаційна так звана «Рада міністрів Республіки Крим». До цього з 1991 по 2014 рік у будівлі знаходилася Рада міністрів Автономної Республіки Крим.

## Історія
На місці майбутнього Будинку Рад з початку XIX століття розташовувався базар. У зв'язку з чим це місце отримало назву «Базарна площа». Базар знаходився на околиці Сімферополя, але до середини XX століття площа фактично була центром міста. В 1957 базар перенесли на пустир наприкінці вулиці Кірова (пізніше проспекту), де з часом був побудований Центральний ринок Сімферополя.
Будівництво Будинку Рад було розпочато у 1956 році та завершилося через чотири роки, коли 2 вересня 1960 року його ввели в експлуатацію. Архітектором індивідуального проєкту був В. Ярошевський, конструктором Є. Скрісанова. Роботи проводила будівельна організація СУ-7 «Облбудтресту». Вартість будівництва склала 17 тисяч рублів.

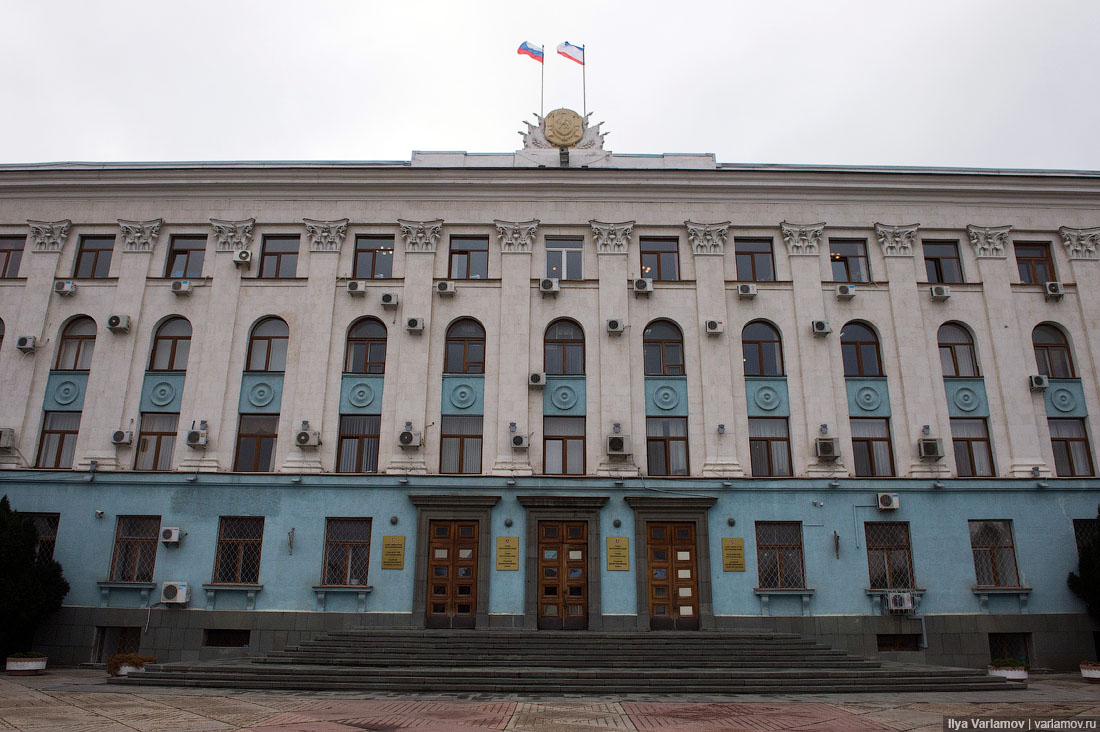
Центральний вхід, 2015 рік

Будівля складається із чотирьох прямокутних блоків, які утворюють замкнутий контур із прямокутним внутрішнім двором. Будинок Радою стилізували під античний храм з використанням пілястр, колон з ідентичними пропорціями та масивного антаблемента. Головний фасад будівлі звернений до площі Леніна, задній до вулиці Чехова, а бічні до проспекту Кірова та вулиці Севастопольської. Частина будівлі, звернена на вулицю Чехова — триповерхова, тоді як інші частини будівлі — чотириповерхові. Під частиною будівлі розташовані підвальні приміщення. Усього обладнано чотири входи: три з боку вулиці Чехова та центральний вхід з боку площі Леніна. Спочатку нижня частина будівлі була зеленою. Блакитним фасадом став під час одного з ремонтів до 2014 року. Реставрація будівлі у 2021 році передбачає фарбування стін першого поверху зеленим кольором відтінку «малахіт», три верхні поверхи облицьовані блоком інкерманського каменю без фарбування.
У радянські часи у будівлі базувався Кримський обласний виконавчий комітет КПУ.
Після проголошення незалежності України будівля була резиденцією Ради міністрів Автономної Республіки Крим. Над головним фасадом, після затвердження герба Криму 1992 року, було встановлено відповідну символіку.
У 2010 році в робочих кабінетах співробітників Ради міністрів Криму було проведено ремонт вартістю п'ять мільйонів гривень.
У серпні 2011 року в центральний вхід будівлі було кинуто коктейль Молотова.
Під час окупації Криму Російською Федерацією в ніч з 26 на 27 лютого Рада міністрів АР Крим була зайнята російським спецназом. Тоді ж над будинком було вивішено російський прапор. З 17 березня 2014 року у будівлі фактично розміщується окупаційна «Рада міністрів Республіки Крим».

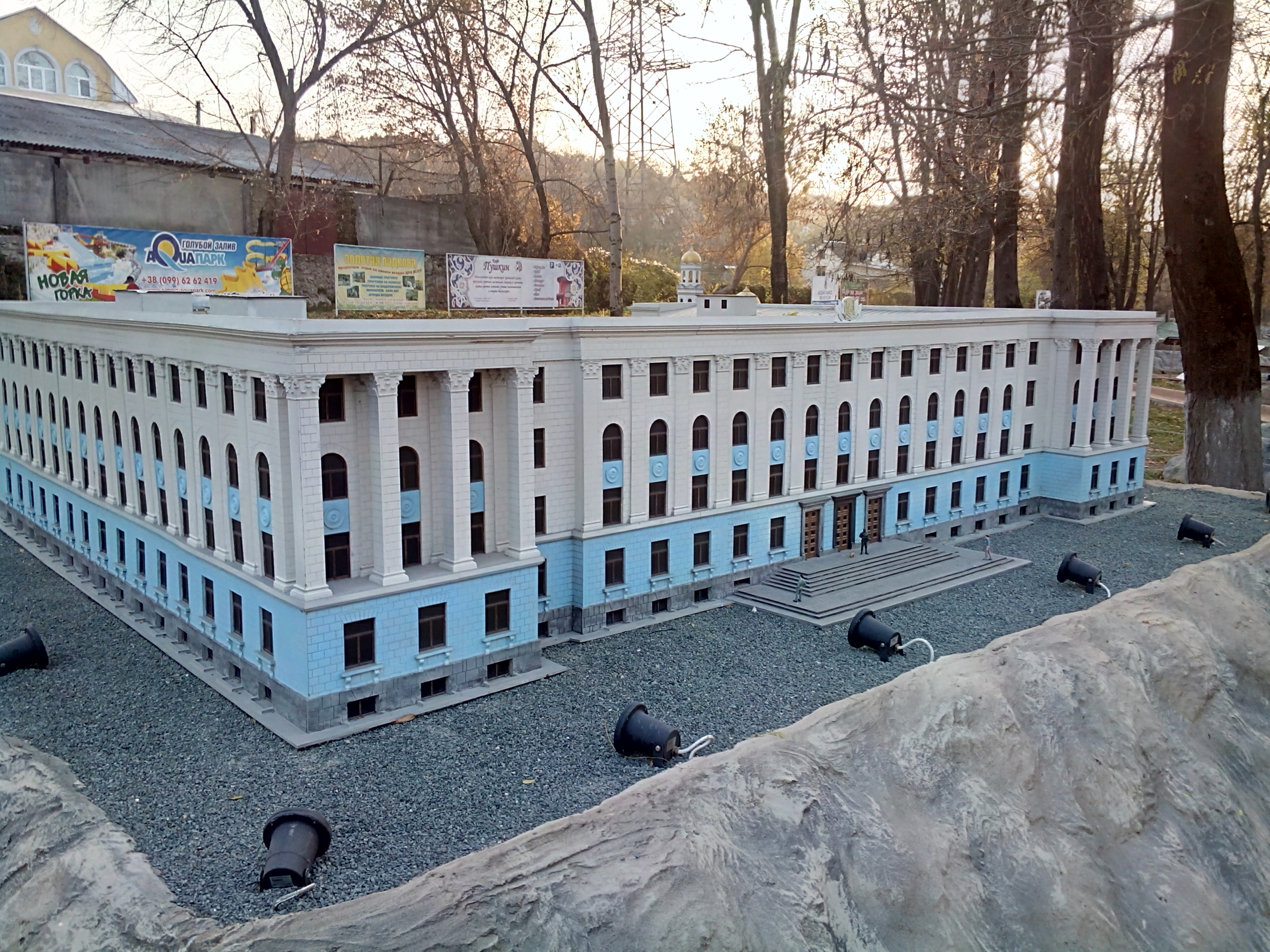
Макет будівлі в Бахчисарайському парку мініатюр, 2014 рік

Влітку 2014 року в будівлі було встановлено підйомник для людей з обмеженими фізичними можливостями, що дозволяє людям цієї категорії пересуватися всіма поверхами будівлі.
1 жовтня 2015 року у вікно третього поверху, де розташовувалося Міністерство охорони здоров'я Криму, невідома особа випустила дві кулі.
Новий ремонт будівлі розпочався у серпні 2017 року і складався з оздоблення всіх чотирьох поверхів, реконструкції коридорів та сходових кліток. Спочатку вартість робіт оцінювалася в 4,8 мільйона рублів. У вересні 2017 року правоохоронці затримали чиновників Радміну за підозрою у розкраданні 8 мільйонів рублів на ремонті будівлі. Через рік було укладено додаткові контракти на ремонт будівлі, внаслідок чого сума ремонту зросла до 50 мільйонів рублів. З серпня по грудень 2018 року виконувались роботи зі встановлення підсвічування будівлі у кольори прапорів Криму та Росії. Вартість даних робіт була оцінена в 4,8 млн рублів.

## У культурі
Макет будівлі Ради міністрів Криму знаходиться в Бахчисарайському парку мініатюр та парку «Крим у мініатюрі» в Алушті.